# Driessen (Waalwijk)
Landgoed Driessen of Driessen is een wijk in de stad Waalwijk. 

## Naam
De wijk 'Driessen' dankt haar naam aan de grond waar het op gebouwd is. Een dries, of driest is een akker of veld dat niet voor akkerbouw, maar als weide gebruikt wordt. Voor de ruilverkaveling in dit gebied liep er een oude weg doorheen, genaamd 'Meerdijkse Driessen'.

## Ligging
In tegenstelling tot de overige wijken van Waalwijk ligt Driessen ten westen van de Midden-Brabantweg (N261). Ook de dorpen Sprang-Capelle en Waspik, die onder de gemeente Waalwijk vallen, liggen aan deze zijde. De overige wijken liggen ten oosten van de N261.

## Deelwijken
Driessen bestaat uit de deelwijken De Gaard, De Villa, Het Koetshuis, De Driesser Velden en De Bibliotheek.
In de toekomst zullen ook de deelwijken De Orangerie en Het Lommerrijk uitgewerkt en gerealiseerd worden.

### De Gaard
Deelwijk De Gaard is als eerste gebouwd en ligt ten noorden van de Noorder Allee. De wijk is in 2007 opgeleverd en bestaat uit een complex met 60 appartementen, het Willem van Oranjecollege, sporthal De Slagen, de clubhuizen en velden van de voetbalverenigingen RWB en NEO '25, het gebouw van een fitnessclub en een ambulancepost.

### De Villa
Ten noorden van de Oprijlaan en centraal in De Villa staat het appartementencomplex De Basilica, met 107 appartementen. Om De Basilica heen liggen, aan de Villa Waterranonkel, 63 forumwoningen. De Forumwoningen bestaan uit 6 hoekwoningen, 8 patio's, 4 maisonnettes en 45 rijwoningen. 
Verder staan er in deze deelwijk nog 36 rijwoningen (waarvan 6 hoekwoningen, 24 tussenwoningen en 6 maisonnettes), 20 twee-onder-een-kapwoningen, 15 vrijstaande woningen voor starters, 61 geschakelde woningen, een poortgebouw met 18 appartementen en 2 penthouses.
Ten zuiden van de Oprijlaan zijn patiowoningen en woonwagens te vinden. 

### Het Koetshuis
Deelwijk Het Koetshuis is onder te verdelen in vier gebieden:
- De Campus
- De Laan
- De Buurt
- Vrije bouwkavels

#### De Campus
Ten noorden van de Koetshuislaan staat het gelijknamige gebouw Het Koetshuis en de geschakelde bungalows De Waterplaats. In Het Koetshuis zijn onder andere zorgwoningen en bijbehorende voorzieningen te vinden. Verder staan er twee appartementencomplexen van 3 verdiepingen (appartementen "Barcelona", "Berlijn" en "Milaan") en twee rijtjes van vijf woningen met 2 verdiepingen (type "Praag"). In het oostelijk deel van de Campus is praktijkschool De Loint gevestigd. In dit deel van Driessen staan tevens de geschakelde bungalows De Waterplaats.

#### De Laan
Aan de zuidzijde komen twee-onder-een-kap en geschakelde woningen.

#### De Buurt
Aan de zuidzijde van de Koetshuislaan staan 91 eengezinswoningen bestaande uit vier woningtypes, variërend van vrijstaand, twee-onder-een-kap, tot woningen in een rij van vier. 

#### Vrije bouwkavels
In het meest zuidelijke deel zijn ongeveer 20 vrije bouwkavels vrijgegeven.
Het Koetshuis laat Driessen aansluiten op de bebouwde kom van Sprang-Capelle.

### De Driesser Velden
De Driesser Velden ligt tegen de noordelijke grens van Driessen, het Halvezolenfietspad, aan en bestaat uit drie deelgebieden, namelijk:
- Het Venster/Het Kanteel
- De Terpen en de Rietzanger
- Het Fort

#### Het Venster/Het Kanteel
In dit deel staan in drie blokken van 9 geschakelde herenhuizen. De achterkant van de huizen ligt op het zuidwesten. Hiermee kijken ze uit op het zogenaamde 'Groene Venster', een groene zone van ongeveer honderd meter breed, waarbij de natuurlijke groei en structuur van het oorspronkelijke slagenlandschap in stand wordt gehouden. De woningen hebben geen tuin, maar een ruim zonneterras dat als het ware boven de natuurlijke omgeving 'zweeft'. 

#### De Terpen en De Rietzanger
Ten westen van de voormalige Driessenweg staan vier 'terpen' met elk zes woningen. Hiernaast, met de voet in het Lage Water staat het complex De Rietzanger, met 18 appartementen. Deze appartementen kijken over het Halvezolenpad uit over het slagenlandschap tussen Driessen en de Winterdijk, de dijk tussen Waalwijk en Sprang-Capelle-West.

#### Het Fort
Dit deelgebied ligt ten oosten van de voormalige Driessenweg en geeft de indruk van een afgesloten fort. De 80 woningen en twee appartementencomplexen zijn in een U-vorm gebouwd, met de open zijde aan het Lage Water. De woningen en appartementen zijn aan de buitenzijde geschakeld door een doorlopende 'vestingmuur' met uitzichtpunten, waarmee de illusie van een ondoordringbaar fort versterkt wordt. Om de muur heen ligt een wadi ten behoeve van waterafvoer en stedelijke groenvoorziening. In perioden met hevige regenval kunnen deze vollopen, als een soort slotgracht. In het midden van Het Fort ligt het groene binnengebied met groen, water, wandelpaden en een speelplek.
De 80 zijn onderverdeeld in 6 woningtypen: 
- Altena en Altena Plus (16 hoek- en 18 tussenwoningen),
- Barlake (2 hoek- en 8 tussenwoningen),
- Luttereind (4 patiowoningen),
- Tweedijk (12 twee-onder-een-kap en 2 tussenwoningen),
- Grotendorst (16 vrijstaande woningen) en
- Valkenburch (2 hoekwoningen).

De bouw van Het Fort is in augustus 2008 gestart.
Eén van de twee appartementen zal bestaan uit 22 huurappartementen en 21 koopappartementen Koopgarant, met een ondergrondse parkeergarage.

### De Bibliotheek
Tussen de Oudestraat en Sprang-Capelle ligt De Bibliotheek. Op het moment van schrijven (januari 2010) is er nog niet begonnen met de bouw van dit plandeel. Er zullen ongeveer 450 woningen gebouwd worden, waaronder 28 appartementen, 32 seniorenwoningen en 61 woningen voor collectief particulier opdrachtgeverschap. Voor de waterhuishouding zal ook in de Bibliotheek gebruikgemaakt worden van wadi's. 
De Bibliotheek dankt haar naam aan de structuur van de huizen. Deze zijn in rijen en gestapeld gebouwd, als boeken in een bibliotheek. 
De Bibliotheek is onderverdeeld in de volgende deelplannen:
- De Onderkast
- De Bovenkast
- De Nieuwe Hoven
- De Waranda
- De Pergola
- Het Juweel

In De Bibliotheek zal de openbare basisschool Villa Vlinderhof komen te staan. Ook zal hier het woongebouw Het Aquaduct gebouwd worden, met een groen dak waar ook op gewandeld zal kunnen worden. Van oost naar west zullen er brede wadi's lopen, die overtollig regenwater kunnen afvoeren.

#### De Onderkast
De Onderkast ligt direct zuidelijk van de Bovenkast en westelijk van De Waranda. Het bestaat uit vier blokken met in totaal 23 rijtjeshuizen en 14 twee-onder-één-kap woningen verdeeld over vier blokstructuren. De rijtjeshuizen aan de noordkant liggen aan de centrale wadi.
De woningen verschillen onderling in breedte en hoogte en de voorgevels verspringen onderling ietwat, net als boeken op een plank. Er zal gebruik worden gemaakt van verschillende kleuren baksteen en ook de daken variëren van platte daken, zadeldaken tot lessenaardaken.

#### De Bovenkast
In plandeel De Bovenkast komt het plan Schrijvershof, met 15 unieke woningen. De vier verschillende types zijn vernoemd naar bekende Nederlandse schrijvers: Mulisch, Reve, Bomans en Vestdijk.

#### De Warande
De Warande is het overgangsgebied tussen de Bovenkast en Onderkast enerzijds en de bestaande woningen in de "Bomenbuurt" (Esdoornlaan, Acacialaan, Beukenlaan, etc) van Sprang. Hier komen een tiental vrijstaande woningen, van één of anderhalve woonlaag. Daarnaast worden er een aantal vrije kavels ter beschikking gesteld.

## Straatnamen
De twee doorgaande wegen in het eerste deel van Driessen zijn de Noorder Allee en de Oprijlaan. 
Zowel deelplan De Gaard en als deelplan Het Fort bestaan uit één, gelijknamige straat.
De Villa bestaat uit Villa Spaanse Ruiter, Villa Waterranonkel, Villa Waterviolier, Villa Fonteinkruid en Villa Dotterbloem.
Het Koetshuis bestaat uit de Koetshuislaan en de straten Calèche en Palfrenier. 
De Driesser Velden wordt doorsneden door de Driessenweg.
Straten in De Bibliotheek worden vernoemd naar bekende Waalwijkers en andere Brabanders. Hieronder:
- Maarten van Prooijen (burgemeester Sprang-Capelle 1960-1972)
- Jan de Geus (burgemeester Waalwijk 2001-2007)
- Jan de Quay (minister-president 1959 tot 1963)
- Gerben de Vries (cartograaf, publicist en onderwijspionier)
- Jan Witlox (geschiedschrijver)
- Antoon Coolen (schrijver van streekromans)
- Toon Kortooms (schrijver)
- Arnold Suys (schrijver/dichter)
- Joep Naninck (dichter)
- Jules de Corte (liedschrijver, componist, pianist en zanger)
- Elsa Rubbens (kunstenares)
- Wim Suermondt (kunstenaar)
- Cornelis Verhoeven (filosoof en essayist)